# Koncil

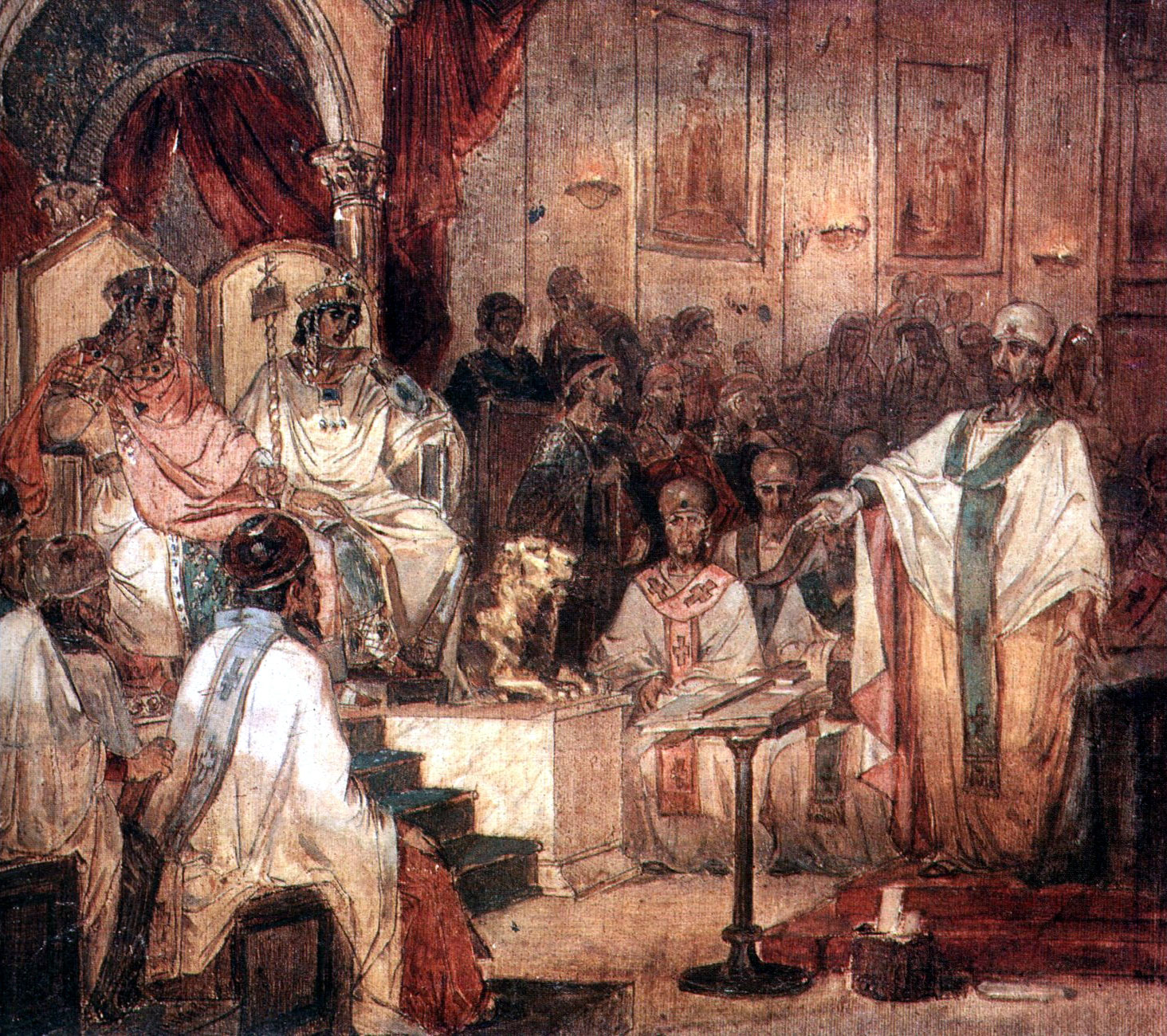
Čtvrtý ekumenický koncil (Chalkedonský) v roce 451 (freska z roku 1876: Vasilij Ivanovič Surikov).

Koncil (z lat. concilium rada, porada) nebo též synod a synoda (z řec. σύνοδος setkání) je církevní sněm biskupů, který má za cíl projednat a urovnat záležitosti týkající se církevní nauky a praxe.

## Charakteristika
Ekumenický či všeobecný koncil je biskupský sněm, který se týká celocírkevních záležitostí, místní koncily či synody jsou sněmy všech biskupů dané oblasti, provincie či patriarchátu. Pravoslavní uznávají za všeobecné jen prvních sedm (4. – 8. století) z těch koncilů, které považují za ekumenické římští katolíci.
V katolické a pravoslavné církvi koncil či synoda sestává z biskupů. V anglikánské církvi je generální synoda volena klérem a laiky. V lutherských církvích se užívá slova synoda pro administrativní oblast (ekvivalent diecéze či eparchie) nebo také pro nejvyšší orgán v církvi, složený ze zástupců sborů nebo jiných organizačních složek církve.